# Приветное (Одесская область)
Приветное (укр. Привітне) — село (до 2012 года считалось посёлком), относится к Белгород-Днестровскому району Одесской области Украины.
Население по переписи 2001 года составляло 205 человек. Почтовый индекс — 67744. Телефонный код — 4849. Занимает площадь 0,25 км².

## Местный совет
67700, Одесская обл., Белгород-Днестровский р-н, с. Салганы, ул. Шабская, 41